# Classic Brugge-De Panne

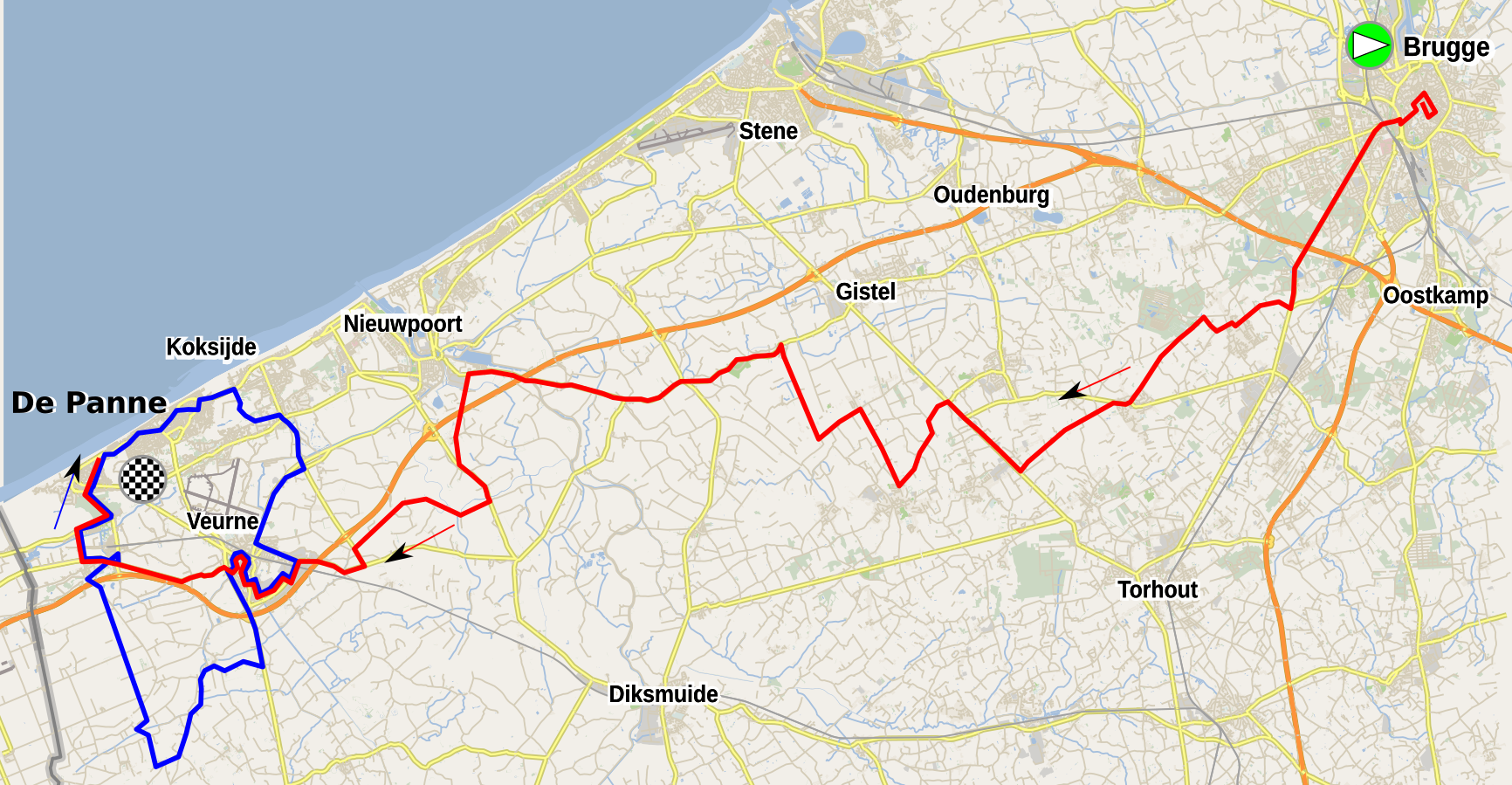
Bansträckning 2024. Först en (röd) 67 km lång transportsträcka från Brygge till De Panne, varefter herrarna körde tre varv på den 44 km långa varvbanan (blå), medan damerna körde två.

Classic Brugge-De Panne, tidigare (2018–2020) Driedaagse Brugge-De Panne (nederländska för "Brygge-De Pannes tredagars"), (1978–2017) Driedaagse van De Panne-Koksijde och (1977) Vierdaagse van de Westkust, är ett årligt cykellopp i Flandern, Belgien. Det avhålls på onsdagen före Gent–Wevelgem och inleder "Flamländska cykelveckan". Fram till och med 2017 var det ett etapplopp med tre (1977 fyra) etapper. 2018, samtidigt som det tidigarelades med en vecka (bytte plats i kalendern med Dwars door Vlaanderen), gjordes det om till ett endagslopp, men för att bibehålla formatet med mer än en dag arrangeras sedan 2018 ett damlopp på torsdagen och arrangörerna hoppas på att i framtiden kunna ha en tävling även på tisdagen.
Herrloppet ingick i UCI Europe Tour från 2005 och kategoriserades som 2.HC till och med 2017, därefter som 1.HC 2018, innan det inkluderades i UCI World Tour 2019. Damloppet ingår i UCI Women's World Tour. Båda loppen startar sedan 2018 i Brygge och har mål i De Panne. Liksom övriga cykellopp i Flandern kännetecknas det av sträckor belagda med gatsten, men medan det tidigare innehöll backar som Kemmelberg, är det sedan det blev ett endagslopp nästan helt platt (för herrarna 264 höjdmeters klättring på 199 km, för damerna 207 m på 155 km 2024).

## Segrare

### Herrar[4]
- 2025  Juan Sebastián Molano
- 2024  Jasper Philipsen
- 2023  Jasper Philipsen
- 2022  Tim Merlier
- 2021  Sam Bennett
- 2020  Yves Lampaert
- 2019  Dylan Groenewegen
- 2018  Elia Viviani
- 2017  Philippe Gilbert
- 2016  Lieuwe Westra
- 2015  Alexander Kristoff
- 2014  Guillaume Van Keirsbulck
- 2013  Sylvain Chavanel
- 2012  Sylvain Chavanel
- 2011  Sébastien Rosseler
- 2010  David Millar
- 2009  Frederik Willems
- 2008  Joost Posthuma
- 2007  Alessandro Ballan
- 2006  Leif Hoste
- 2005  Stijn Devolder
- 2004  George Hincapie
- 2003  Raivis Belohvoščiks
- 2002  Peter Van Petegem
- 2001  Nico Mattan
- 2000  Vjatjeslav Jekimov
- 1999  Peter Van Petegem
- 1998  Michele Bartoli
- 1997  Johan Museeuw
- 1996  Vjatjeslav Jekimov
- 1995  Michele Bartoli
- 1994  Fabio Roscioli
- 1993  Eric Vanderaerden
- 1992  Frans Maassen
- 1991  Jelle Nijdam
- 1990  Erwin Nijboer
- 1989  Eric Vanderaerden
- 1988  Eric Vanderaerden
- 1987  Eric Vanderaerden
- 1986  Eric Vanderaerden
- 1985  Jean-Luc Vandenbroucke
- 1984  Bert Oosterbosch
- 1983  Cees Priem
- 1982  Gerrie Knetemann
- 1981  Jan Bogaert
- 1980  Sean Kelly
- 1979  Gustaaf Van Roosbroeck
- 1978  Guido Van Sweevelt
- 1977  Roger Rosiers

### Damer[5]
- 2025  Lorena Wiebes
- 2024  Elisa Balsamo
- 2023  Pfeiffer Georgi
- 2022  Elisa Balsamo
- 2021  Grace Brown
- 2020  Lorena Wiebes
- 2019  Kirsten Wild
- 2018  Jolien D'Hoore